# Alexander Wladimirowitsch Kowaljow
Alexander Wladimirowitsch Kowaljow (russisch Александр Владимирович Ковалёв; * 2. März 1975 in Belaja Kalitwa, Oblast Rostow, Sowjetunion) ist ein russischer Kanute.

## Sportliche Karriere
Bei den Olympischen Spielen 2000 belegte Kowaljow zusammen mit Alexander Kostoglod den 6. Platz im Zweier-Canadier über 500 Meter und den 4. Platz im Zweier-Canadier über 1000 Meter. Bei den Olympischen Spielen 2004 in Athen gewann Kowaljow wieder mit Alexander Kostoglod die Silbermedaille im Zweier-Canadier über 1000 Meter hinter dem deutschen Duo Gille/Wylenzek und die Bronzemedaille im Zweier-Canadier über 500 Meter.
Bei den Weltmeisterschaften 1998 im ungarischen Szeged und bei den Weltmeisterschaften 1999 im italienischen Mailand gewann Kowaljow zusammen mit Kostoglod jeweils die Goldmedaille im Zweier-Canadier über 1000 Meter. Bei den Weltmeisterschaften 2005 in der kroatischen Hauptstadt Zagreb gewann er mit Kostoglod, Opalew und Krugljakow die Goldmedaille im Vierer-Canadier über 200 Meter.

## Auszeichnungen (Auswahl)
- 1999:  Verdienter Meister des Sports Russlands[2]